# بوستوشكا
بوستوشكا (بالروسية: Пустошка) هي إحدى مدن روسيا في الكيان الفدرالي الروسي بسكوف أوبلاست.